# Lamin Jallow
Lamin Jallow, né le 22 juillet 1994 à Banjul (Gambie), est un footballeur international gambien. Il joue au poste d'ailier au CR Belouizdad.

## Carrière

### En club
Lamin Jallow est prêté par le Chievo Vérone à l'AS Cittadella, club de troisième division, pour la saison 2015-2016.

### En sélection
Il honore sa première sélection le 30 mai 2016 lors d'un match amical contre la Zambie (score : 0-0).

## Statistiques
| Saison                | Club                  | Championnat           | Championnat | Championnat | Coupe(s) nationale(s) | Coupe(s) nationale(s) | Coppa Lega Pro | Coppa Lega Pro | Supercoppa Lega Pro | Supercoppa Lega Pro | Gambie | Gambie | Total | Total |
| Saison                | Club                  | Division              | M.          | B.          | M.                    | B.                    | M.             | B.             | M.                  | B.                  | M.     | B.     | M.    | B.    |
| 2015-2016             | AS Cittadella (prêt)  | Serie C1              | 27          | 6           | 2                     | 1                     | 3              | 0              | 2                   | 2                   | 2      | 0      | 36    | 9     |
| 2016-2017             | AC Chievo Vérone      | Serie A               | 1           | 0           | 0                     | 0                     | -              | -              | -                   | -                   | 1      | 0      | 2     | 0     |
| Total sur la carrière | Total sur la carrière | Total sur la carrière | 28          | 6           | 2                     | 1                     | 3              | 0              | 2                   | 2                   | 3      | 0      | 38    | 9     |